# Jean-Pierre Delaunay
Jean-Pierre Delaunay (ur. 17 stycznia 1966 w Sainte-Adresse) – francuski piłkarz występujący na pozycji obrońcy. 

## Kariera
Delaunay karierę rozpoczął w 1985 roku w zespole Le Havre AC, grającym w Division 1. W sezonie 1985/1986 nie rozegrał jednak żadnego spotkania, a w Division 1 zadebiutował w następnym sezonie, 14 sierpnia 1986 w przegranym 0:3 meczu z FC Metz. Z kolei 16 grudnia 1986 w zremisowanym 2:2 pojedynku w tym samym zespołem, strzelił swojego pierwszego ligowego gola. W sezonie 1987/1988 wraz z zespołem zajął ostatnie, 20. miejsce w Division 1 i spadł z nim do Division 2. Do Division 1 powrócił po wygraniu przez Le Havre rozgrywek ligowych w sezonie 1990/1991. Zawodnikiem Le Havre pozostał do końca sezonu 1998/1999. W Division 1 rozegrał 209 spotkań i zdobył 10 bramek.
W połowie 1999 roku odszedł do szkockiego Dundee United. W jego barwach w Scottish Premier League wystąpił jeden raz, 10 września 1999 w wygranym 3:1 meczu z Hibernian. W grudniu 1999 zakończył karierę.